# 坎寶單孔魨
坎寶單孔魨又名柬埔寨魨（學名：Pao cambodgiensis），為輻鰭魚綱魨形目四齒魨亞目四齒魨科的其中一種，為熱帶淡水魚，分布於亞洲湄公河流域，體長可達15.3公分，棲息在流動的底層水域，生活習性不明。

## 扩展阅读
維基物種上的相關：坎寶單孔魨